# Wolfgang Tolk
Wolfgang Tolk (* 7. Juni 1951 in Eberbach, Baden-Württemberg) ist ein deutscher Maler, Designer und Autor. Er lebt und arbeitet vorwiegend in Prien am Chiemsee.

## Leben
Nach seinem Schulabschluss Ende der 1960er Jahre volontierte Wolfgang Tolk bei der Rhein-Neckar-Zeitung in Mannheim. Es folgten einige Jahre journalistische Arbeit als Redakteur, vornehmlich im Feuilleton. Danach studierte er Kunstgeschichte, Philosophie und Theologie an der Pädagogischen Hochschule in Heidelberg. Im Anschluss begann er ein Studium an der Hochschule für Bildende Künste Braunschweig. 1981 wechselte er an die Kunstakademie Düsseldorf zu Gerhard Hoehme. Im selben Jahr übersiedelte er nach Köln. 1983 bezog Wolfgang Tolk das Atelier im Thürmchenswall 72, zusammen mit Raimund Girke und James Reineking. Einige Jahre später gründete er das Label „studio-tolk cologne“. 1994 wurde er Gründungsmitglied des Fördervereins Artothek in Köln. Wolfgang Tolk hat zwei Kinder aus erster Ehe. 2013 heiratete er Johanna Rückert und zog nach München um.

## Werk

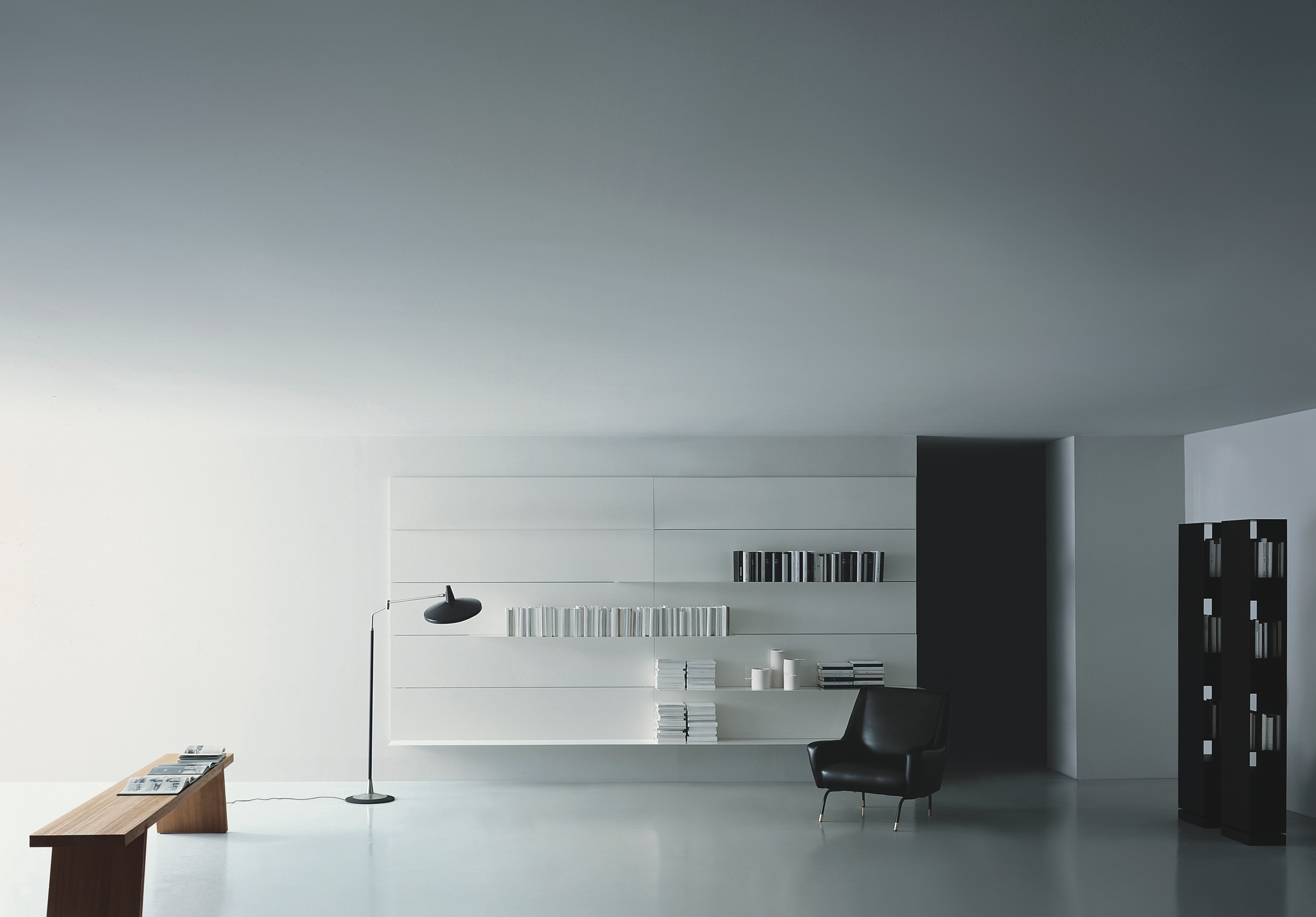
Bücherregal „Load-It“ für Porro

Wolfgang Tolk entwarf die Halogen-Lampe Minimum, inspiriert durch eine Kooperation mit Ingo Maurer, die in verschiedenen europäischen Museen gezeigt und 1989 der Sammlung des Museums für Angewandte Kunst in Köln angegliedert wurde. Seit 1990 realisiert er neben seiner künstlerischen Arbeit diverse Möbeldesigns in streng minimalistischem Stil. 1997 wurde das Regal Load-it in die Sammlung des Design Museums Chicago aufgenommen. 2005 folgte eine Einladung für eine interdisziplinäre Professur an die Universität der Künste Berlin (UDK). Die Arbeiten von Wolfgang Tolk wurden in verschiedenen Städten in Europa ausgestellt, oft mehrfach wie unter anderem bei Walther König in Köln. Auch in Australien (Melbourne) und den USA (Chicago/Miami) stellte er aus. Wolfgang Tolk entwarf für die italienischen Firmen Porro, Boffi, Cappellini, Living Divani und Allglass Murano. Tolk verfasste Essays und Romanmanuskripte, wie auch Vorträge meist über die Themen Interdisziplinarität, Ästhetik bzw. ästhetische Erfahrung. 2012 wurde er für die Beratung und Kuration der Ausstellung „Von Aalto bis Zumthor“ – Architektenmöbel, zusammen mit Gabrielle Lueg, im Museum für Angewandte Kunst Köln (MAKK), eingeladen.

## Entwürfe (Auswahl)
- Halogen Lampe Minimum – 1991[2][3]
- Regal Load It, Porro – 1996
- Bett Francis, Cappellini – 1999
- Tisch Mary, Cappellini – 2000 Prototyp
- Vase OneFourOne, Cappellini – 2000 Prototyp
- Küchenkonzept Flat Kap, Boffi – 2002
- Lehnstuhl K-Chair, Living Divani – 2004
- Vasen Donut, Parcel und Cuore, Allglass Murano – 2009

## Roman
- Fisch mit Heraklit. 1. Auflage. Verlag der Griechenland Zeitung, Athen 2023, ISBN 978-3-99021-048-2.

## Ankäufe/Öffentliche Sammlungen
- Sammlung Design Center Chicago, Chicago USA
- Sammlung Gyselinck, Kortrijk, Belgien
- Sammlung Wasserturm Hotel, Köln
- Sammlung Cappellini, Design Center Mailand
- Sammlung Gavazzi, Boffi, Mailand
- Sammlung Kassamali, Miami/Chicago
- Sammlung des Landes Schleswig-Holstein, Kiel
- Sammlung des deutschen Parlaments, Bonn, Berlin
- Sammlung AOK, Köln
- Sammlung der Stadtsparkasse Köln
- Sammlung Siemens Kulturfond, München
- Sammlung IBM, Stuttgart
- Sammlung Halogen, Museum für angewandte Kunst Köln
- Sammlung RTL, Köln
- Sammlung Cramer, Warsteiner Brauerei, Warstein
- Sammlung der Stadt Köln
- Museum des Landes Schleswig-Holstein
- Museum Ludwig, Köln
- Museum für angewandte Kunst Köln
- Sammlung deutsche Südzucker AG, Karlsruhe

## Auszeichnungen (Auswahl)
- Beteiligung am Elle Decor – International Design Award, Küchenhaube Flat Kap zusammen mit der Küche Case System von Piero Lissoni, Mailand 2003
- Best of Experiments, Lampe Minimum Frankfurt 1994